# جمال الدين الأقصرائي
جمال الدين محمد بن محمد الأقصرائي (توفي 1374 م). اسمه محمد بن محمد بن محمد بن فخر الدين، جمال الدين ، ويعرف بالأقسرائي. كان عالما بالتفسير والطب، عارفا باللغة والأدب.تركي الاصل، نسبته إلى آق سراي ومعناها (القصر الأبيض)، وهو حفيد الإمام فخر الدين الرازيّ. كان مدرسا في بلاد قرمان (تركيا) بمدرسة (السلسلة) وقد شرط بانيها أن لا يدرّس فيها إلا من حفظ (الصحاح) للجوهري، فعين لها جمال الدين. سمع الشريف الجرجاني عن صيت جمال الدين ومكانته فشدَّ الرحال إليه لطلب العلم على يديه، ولكن صادف دخوله قرمان موت جمال الدين.

## مصنفات
صنف كتبا عدة، منها:
- (حواش على الكشاف) في التفسير،
- (إيضاح الإيضاح) شرح الإيضاح في المعاني والبيان، ومنه نسخة بخطه في خزانة داماد إبراهيم (الرقم 1020) في إسطنبول، أنجزها في شعبان 776
- (حل الموجز في الطب)، وهو شرح كتاب (الموجز في الطب) لابن النفيس (منه مخطوطة في موقع المكتبة الرقمية العالمية)
- كشف الإعراب في شرح لباب الإعراب.